# Муртаза, Шерхан
Шерха́н Муртаза́ (каз. Шерхан Мұртаза; 28 сентября 1932 года — 9 октября 2018 года) — советский и казахский писатель, общественный и политический деятель. Народный писатель Казахстана (1992), Заслуженный деятель культуры Казахской ССР (1984), Заслуженный деятель культуры Кыргызской Республики (1995). Лауреат Государственный премии Казахской ССР (1978).

## Биография
Родился 28 сентября 1932 года в ауле Талапты в Джувалинском районе Южно-Казахстанской области (ныне Жамбылская область). Происходит из рода Шымыр племени Дулат.
В 1955 году окончил факультет журналистики Московского государственного университета имени Ломоносова. После окончания университета, в 1955—1962 годах, работал в Казахском государственном издательстве художественной литературы (редактором издательства «Жазушы»), литературным сотрудником, собственным корреспондентом республиканских газет «Лениншіл жас», «Социалистік Казахстан».
В 1971—1972 годах главный редактор альманаха «Жалын».
С 1973 года — секретарь Союза писателей Казахстана, главный редактор журнала «Жұлдыз».

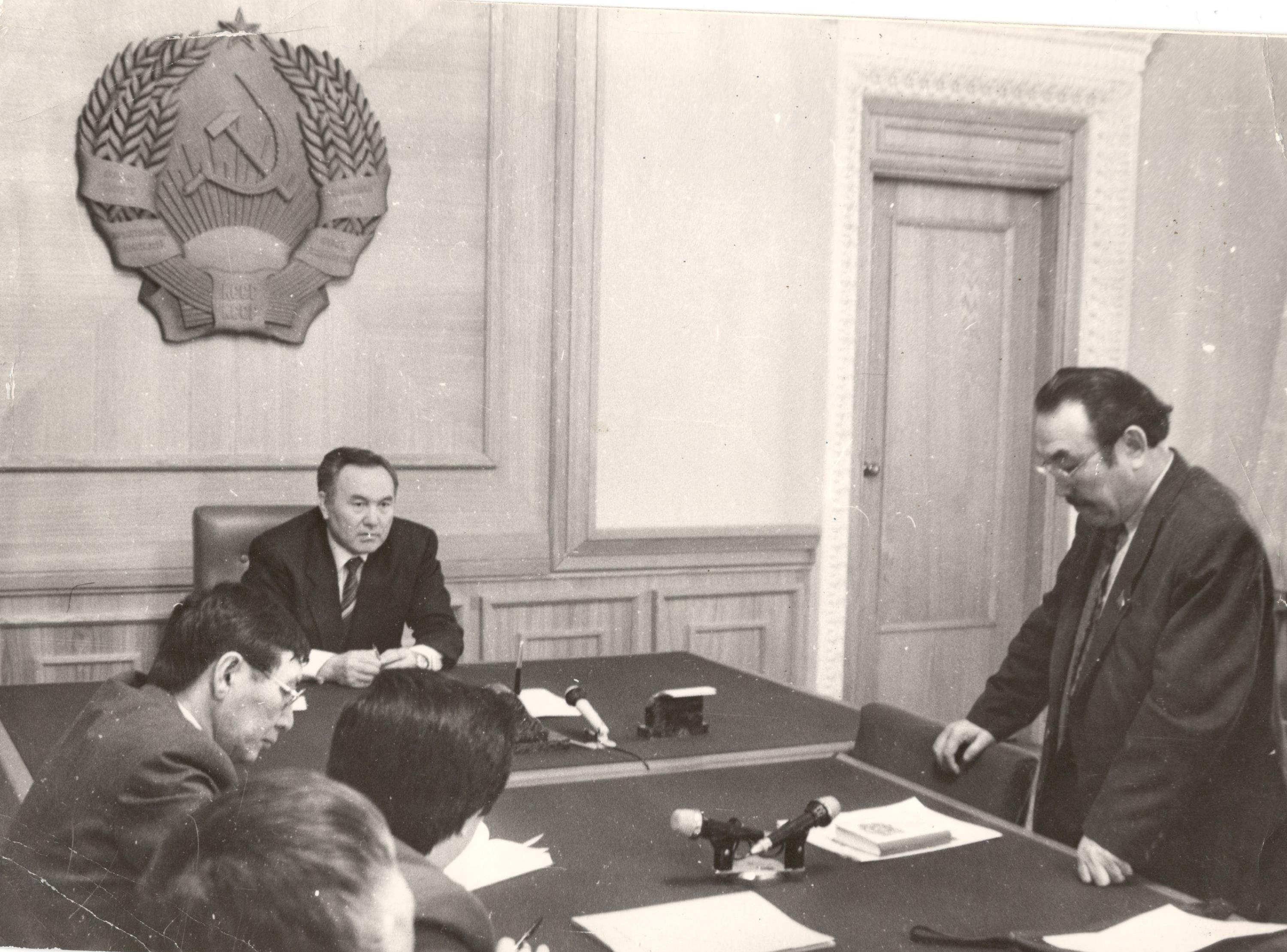
Встреча Шерхана Муртазы с Нурсултаном Назарбаевым

С 1975 по 1994 год — главный редактор республиканских газет «Қазақ әдебиеті», «Социалистік Қазақстан», председатель республиканского государственного комитета по телевидению и радиовещанию.
С 1975 года — 2-й секретарь правления Союза писателей Казахстана.
В 1980—1989 годах — главный редактор газеты «Қазақ әдебиеті», в 1989—1992 годах главный редактор газеты «Социалистік Қазақстан».
В 1992—1994 годах — председатель государственного комитета телерадиовещания Казахстана.
С 1995 года занимался творческой деятельностью.
Скончался 9 октября 2018 года на 87-м году жизни в своём доме в Алматы. Похоронен на Кенсайском кладбище.

## Семья
Жена — Акбилек. Дети: сын Батылжан Шерханович, дочь — Алма Шерхановна.

## Творчество
- Шерхан Муртаза начал свой творческий путь в студенческие годы с перевода на казахский язык произведений «Старик Хоттабыч» Лазаря Лагина и «Радость нашего дома» Мустая Карима. Первый сборник очерков «Құрылысшы Даку» увидел свет в 1958 году. Шерхан Муртаза автор романов «Қара маржан» и «Қызыл жебе», пьес «Сталинге хат» («Письмо Сталину») и «Бесеудің хаты» («Письмо пяти»). Его произведения переведены на многие языки мира, в том числе и на русский язык[1].
- Кроме упомянутых «Старика Хоттабыча» Л. Лагина и «Радости нашего дома» М. Карима, перевёл на казахский язык венгерские народные сказки, произведения Ханса Кристиана Андерсена, Чингиза Айтматова и Э. Эрскина[1].

## Библиография

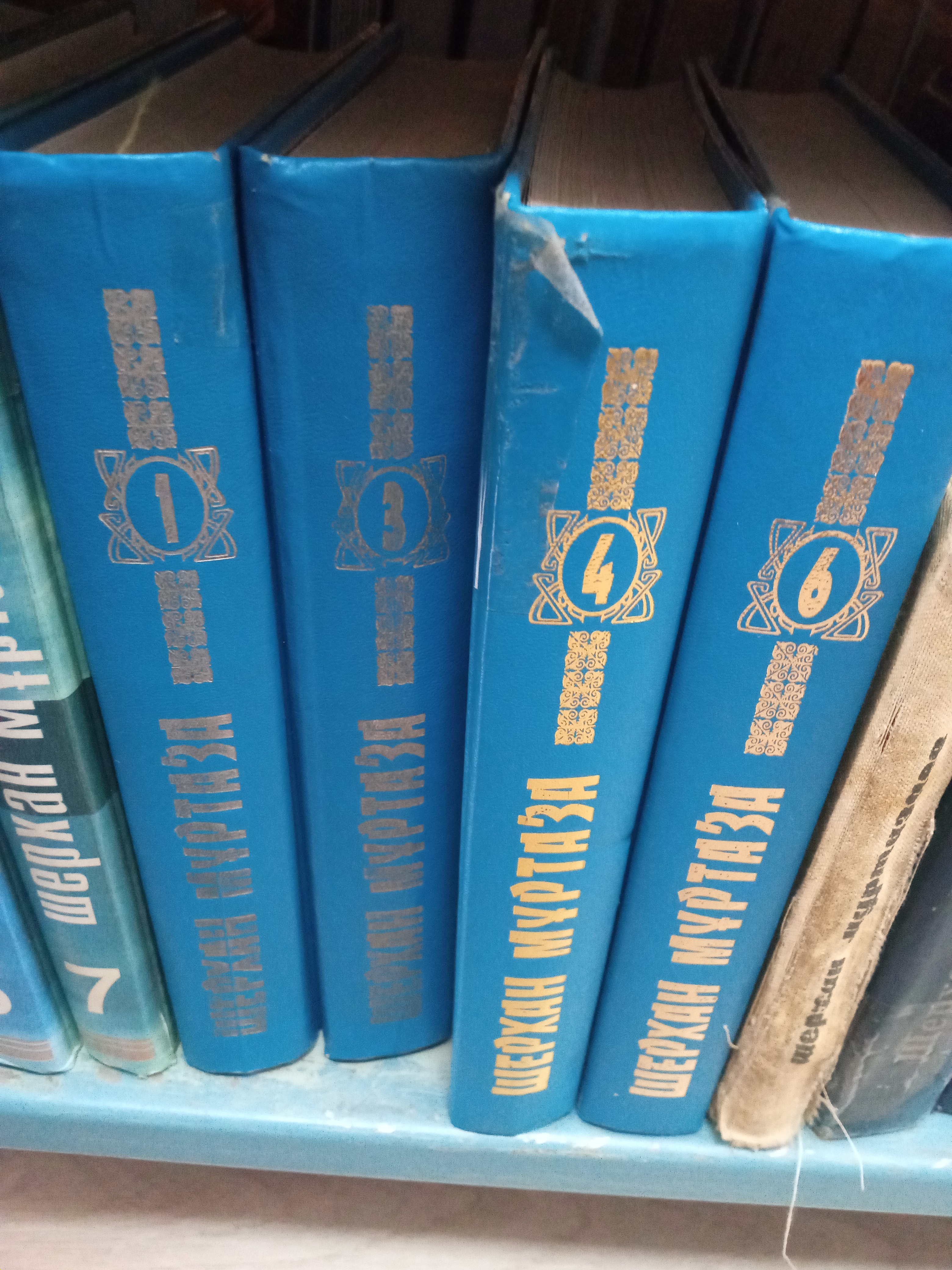
Тома из юбилейного собрания сочинений Шерхана Муртазы в 6 томах. Алматы, Казыгурт, 2002.

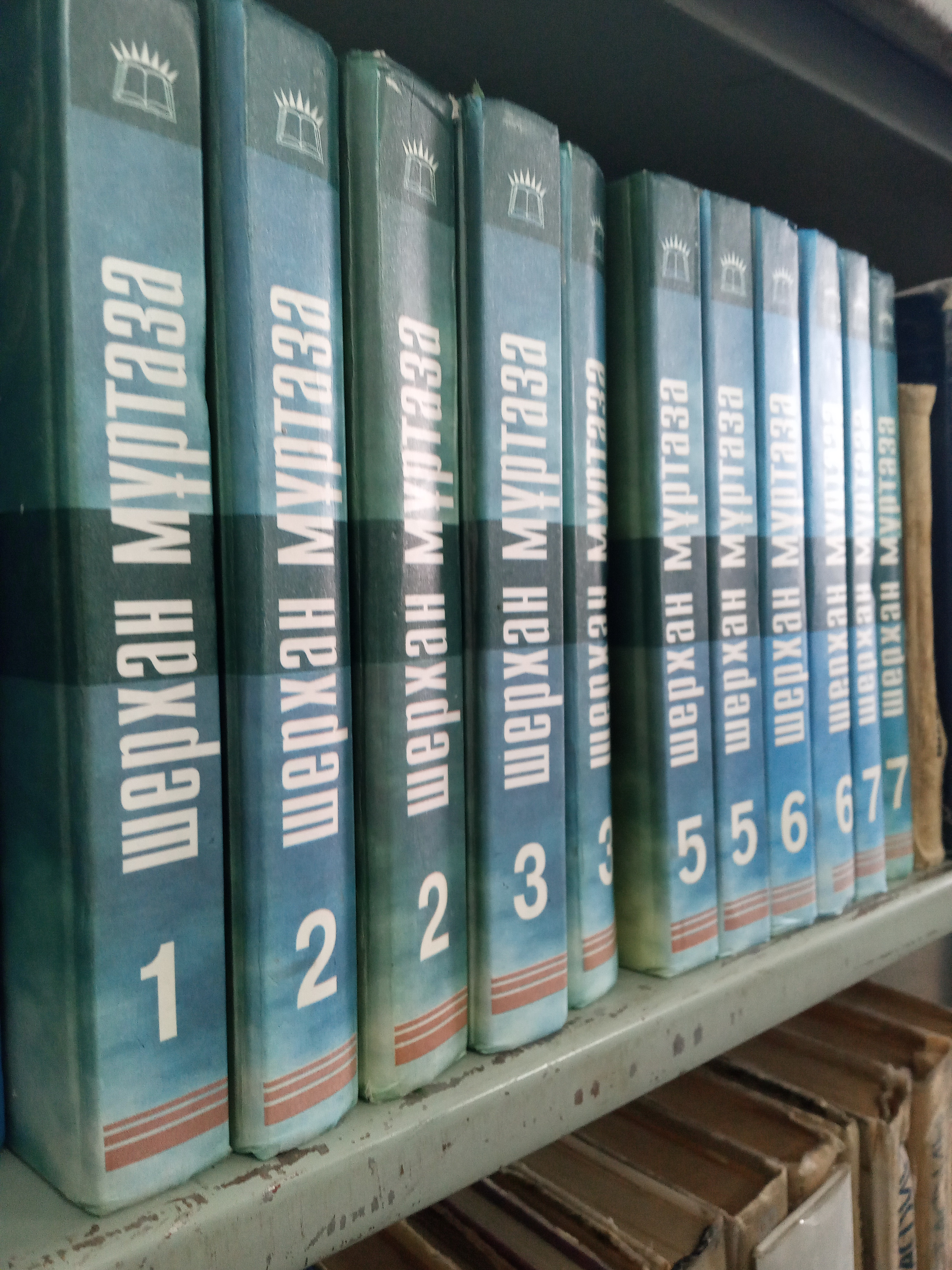
Шерхан Муртаза. Собрание сочинений в 7 томах (отсутствует 4 том). Алматы, издательство "Қазығұрт",2005

## Память
20 октября 2022 года в Таразе напротив Международного Таразского инновационного института был открыт памятник Шерхану Муртазе (скульптор: Айдос Буркитбаев).
В 2021 году улица Черкасской обороны была переименована в улицу Шерхана Муртазы.
В 2023 году школа-гимназия №63 в Астане была переименована в Школу-гимназию №63 имени Шерхана Муртазы.

## Награды
- Орден «Знак Почёта»
- 1978 — Государственная премия Казахской ССР
- 1984 — Заслуженный деятель культуры Казахской ССР
- 1992 — Народный писатель Казахстана
- 1995 (27 июля) — Заслуженный деятель культуры Кыргызской Республики — за большой вклад в развитие и обогащение национальных культур, укрепление дружбы и сотрудничества между кыргызами и казахами'[8]
- 1995 — Юбилейная медаль «Манас-1000» (Кыргызстан) — за большой вклад в укрепление дружбы и сотрудничества между кыргызским и казахским народами, пропаганду идей эпоса «Манас»[9]
- 1999 — Орден Отан
- 2000 — Лауреат премии Тарлан
- 2002 — «Почетный гражданин города Астаны»[10]
- 2012 — Орден «Барыс» 1 степени[11]